# Fatti a fette
Fatti a fette (Sliced) è un programma documentaristico statunitense prodotto dalla Powderhouse Productions e presentato da John McCalmont con l'aiuto di Budd Kelley. Negli Stati Uniti va in onda su The History Channel, mentre in Italia sull'emittente Focus.

## Trama
Il programma mostra il funzionamento e i segreti di oggetti di uso comune, come attrezzi da cucina o giocattoli, talvolta spiegandone le più strane curiosità.
La scomposizione degli stessi viene attuata tramite strumenti che variano da quelli impiegati quotidianamente ad altri maggiormente specifici. Solitamente, sono impiegate seghe circolari, motoseghe, martelli.

## Episodi
| N° | Titolo originale     | Titolo italiano           |
| -- | -------------------- | ------------------------- |
| 1  | Coin Operated        | Macchine a monetine       |
| 2  | Armored Vehicle      | Corazze impenetrabili     |
| 3  | Toys                 | Giocattoli senza tempo    |
| 4  | Confidential Kitchen | I segreti della cucina    |
| 5  | Fire Truck           | Fire Truck                |
| 6  | Power Tools          | Gli attrezzi del mestiere |
| 7  | Saloon               | Saloon                    |
| 8  | Bathroom Disaster    | I segreti del bagno       |
| 9  | Golf                 | Golf                      |
| 10 | Spy Car              | Spy Car                   |
| 11 | Vending Machines     | Vending Machines          |
| 12 | Garbage Truck        | Trash                     |
| 13 | All Terrain          | All Terrain               |
| 14 | Bowling Alley        | Bowling                   |
| 15 | Bank Heist           | Bank Heist                |
| 16 | Electronics          | Electronics               |
| 17 | Robots               | Robots                    |